# Luis Taraveira
Luis Taraveira, né le 17 février 1985 à Agostinho Neto à Sao Tomé-et-Principe, est un footballeur international santoméen. Il évolue au poste de défenseur.

## Biographie

### En équipe nationale
Il reçoit sa première sélection avec l'équipe de Sao Tomé-et-Principe le 5 septembre 2015, contre le Maroc (défaite 1-2). Il s'agit d'une rencontre rentrant dans le cadre des qualifications à la Coupe d'Afrique des nations 2017. Son deuxième match, contre le Maroc, a lieu trois jours plus tard (défaite 0-2).